# Municipio de Negaunee
El municipio de Negaunee (en inglés: Negaunee Township) es un municipio ubicado en el condado de Marquette en el estado estadounidense de Míchigan. En el año 2010 tenía una población de 3088 habitantes y una densidad poblacional de 27,31 personas por km².

## Geografía
El municipio de Negaunee se encuentra ubicado en las coordenadas 46°33′2″N 87°32′36″O / 46.55056, -87.54333. Según la Oficina del Censo de los Estados Unidos, el municipio tiene una superficie total de 113.08 km², de la cual 109 km² corresponden a tierra firme y (3.61%) 4.09 km² es agua.

## Demografía
Según el censo de 2010, había 3088 personas residiendo en el municipio de Negaunee. La densidad de población era de 27,31 hab./km². De los 3088 habitantes, el municipio de Negaunee estaba compuesto por el 95.98% blancos, el 0.32% eran afroamericanos, el 1.94% eran amerindios, el 0.36% eran asiáticos, el 0.03% eran isleños del Pacífico, el 0.19% eran de otras razas y el 1.17% pertenecían a dos o más razas. Del total de la población el 0.94% eran hispanos o latinos de cualquier raza.